# John Abramovic
John « Brooms » Abramovic Jr., né le 9 février 1919 à Etna en Pennsylvanie et décédé le 9 juillet 2000 à Ormond Beach en Floride, était un joueur professionnel de basket-ball. 
John Abramovic effectue sa carrière universitaire à l'université internationale de Salem et est le meilleur marquer du pays pendant deux ans, avec près de 30 points par match.
Après trois ans passés dans la marine américaine pendant la Seconde Guerre mondiale, John Abramovic s'engage avec les Ironmen de Pittsburgh. Il joue ensuite avec les Bombers de Saint-Louis, les Bullets de Baltimore et les Nationals de Syracuse, en BAA et NBL.
Son surnom (Brooms) provient de l'entreprise familiale qui fabriquait des balais.